# Аријел Шарон
Аријел-Арик Шарон (хебр. 'אריאל שרון, енгл. Ariel Sharon; Кфар Малал, 27. фебруар 1928 – 11. јануар 2014) био је генерал и једанаести премијер Израела.
Рођен је у Кфар Малалу у тадашњој британској Палестини као Аријел Шајнерман од оца немачко-пољског порекла и мајке руског порекла. Постао је премијер Израела 17. фебруара 2001. године. Пре тога је био министар пољопривреде (1977—1981) и министар одбране (1981—1983) у Израелу. Године 2006. био је вођа странке Кадима. Пре тога је био вођа десничарске партије Ликуд. Такође је био генерал у израелској војсци и вршилац командних дужности за време ратова 1967. и 1982. године.
Шарон је и у Израелу, а и ван њега, био веома контроверзна личност. Био је познат као бескомпромисна особа и уживао је велику популарност међу ултраортодоксним Јеврејима. Последњих година Шарон је службено, иако под великим интерним притиском, покушавао да постигне мировни споразум са Палестинском ослободилачком организацијом (ПЛО).

## Шарон и Хагана
Већ као младић Шарон је приступио у Хагану, организацију која је вршила нападе против британске управе у Палестини. У рату за независност (1948) био је рањен. Студирао је историју и оријенталистику (1952—1953). Године 1953. постао је вођа антитерористичке организације Јединице 101, чији је циљ био да врши одмазде за арапске нападе на јеврејска насеља. Први овакав задатак је изведен у августу 1953. године у избегличком кампу Ел-Буреиг лоцираном јужно од Газе.
Дана 14. октобра 1953, Јединица 101 је извршила напад на село Куибија у Јордану. Шаронов задатак је био да заузме село, разори куће и изазове велике губитке међу становништвом. Дан касније у селу су биле разорене 54 куће и 69 цивила је убијено. Од ових 69 особа, две трећине су чинили жене и деца. Посматрачи Уједињених нација су у свом рапорту навели да су становници били приморани да остану у кућама док су куће разаране артиљеријом. У исто време села у близини, Будрус и Шукба су гранатирани.

## Шарон, војник
Од 1954. до 1957. је командовао падобранском бригадом која је у Синајском рату 1956. заузела стратешки важан кланац Митла. Био је потом на штабном усавршавању у Великој Британији. Касније 1958-1965 студира право на Универзитету у Тел Авиву. 1964 постаје начелник штаба северне команде. Напустио је војску на кратко да би се вратио почетком Шестодневног рата.
Почетком 70-их Шарон је увео тактику рушења палестинских кућа булдожерима да бих омогућио лакши пролаз оклопним возилима. Само за један дан (19. августа 1971) према његовој наредби је уништено преко 2.000 палестинских домова. За време Јомкипурског рата 1973. године резервиста Шарон се одликовао у борбама против Египта где је као главнокомандујући са својом дивизијом пробио египатске линије и прешао Суецки канал. Са великом колоном тенкова се зауставио на 101 километру од Каира.
Године 1981, као министар одбране у Израелу, Аријел Шарон је посетио председника Заира, Мобутуа да би помогао тој афричкој земљи да добије помоћ од САД. Такође је посетио Анголу где је помагао снагама тада расистичке Јужноафричке Републике.

## Шарон, политичар
За време израелске инвазије на Либан, 1982. године Шарон је био министар одбране у израелској влади. После масакара у избегличким логорима Сабра и Шатила у Бејруту, Шарон је био изложен великом притиску. Дана 14. фебруара 1983. године је коначно био приморан да поднесе оставку као министар одбране. Шарон је познат по својој бескомпромисности и тврдој линији према палестинском народу. На почетку своје каријере је такође дао више изјава где је заговарао „истеривање Палестинаца назад у пустињу“. Шарон се противио мировном споразуму постигнутом у Ослу и потписаном у Вашингтону, 1993. године између израелског премијера Јицака Рабина и председавајућег ПЛО-а Јасера Арафата.
Године 2001. Аријел Шарон је на изборима победио представника радничке партије Ехуда Барака и постао премијер Израела. После доласка десничарског Ликуда на власт, репресије палестинског становништва, самоуправе и посебно Арафата су умногостручене. Шарон је чак Арафата прогласио персоном нон грата и Арафат је провео своје задње године живота у нечему што је личило на кућни притвор у Рамали.
Године 2004. Шарон је изненадио све објављујући своју одлуку да ће се израелске снаге повући са окупираног појаса Газе. Ово је довело до великих интерних борби унутар Ликуда, а и Шаронове владајуће коалиције. Кад су противници ове идеје напустили владу крајем 2004. и 2005. године, Шарон је био приморан да уђе у коалицију са радничком партијом која је раније била у опозицији. После смрти Јасера Арафата, преговори између Палестинаца и Израелаца су обновљени. Ово је резултовало враћањем града Јерихона на окупираној Западној обали Палестинцима.

## Кома и смрт
Осамдесетих година иако висок 170 цм имао је 115 кила па је чак био и предмет шала у Израелу. Патио је од високог притиска и холестерола. Упитан зашто не носи прслук који би га заштитио од евентуалног атентата, одговорио је да не може да нађе величину.
Почетком 2005. године претрпео је мањи мождани удар, а по повратку на посао 4. јануара 2006, десило му се крварење у мозгу, један дан пре операције. Ехуд Олмерт је преузео функцију вршиоца дужности премијера. Лекари су зауставили крварење, али нису његов пад у кому. У таквом је стању преминуо у болници у Тел Авиву од затајења срца 11. јануара 2014. године.